# Everybody Dance Now
Everybody Dance Now – trzeci album Crazy Froga wydany w 2009 roku.

## Lista utworów
1. "Join The Frog"
2. "Cha Cha Slide"
3. "Everyone"
4. "Daddy DJ" (Crazy Frog Video Mix)
5. "Friends" (Ween Meets The Crazy Frog Remix)
6. "Maya Hi, Maya Hu"
7. "Just Can't Get Enough"
8. "Jump"
9. "Frog Solo"
10. "No Limit"
11. "Play The Game"
12. "Push It"
13. "Gonna Make You Sweat (Everybody Dance Now)"
14. "Safety Dance"
15. "Come On"
16. "Let's Go Crazy"
17. "Bump The Beat"
18. "I Wanna Rock The Place"
19. "Last Christmas"